# 인스톨실드
인스톨실드(InstallShield)는 소프트웨어 설치 프로그램 제작 소프트웨어이다. 파일 압축 설치, 설치 비밀번호, 분할 설치, 시리얼 설치 등을 할 수 있는 프로그래머들을 위한 강력한 소프트웨어이다. 경쟁 소프트웨어로는 WISE Install Master가 있다.

## 버전
- 인스톨실드 12
- 인스톨실드 2008
- 인스톨실드 2009
- 인스톨실드 2010
- 인스톨실드 2011
- 인스톨실드 2012
- 인스톨실드 2013
- 인스톨실드 2014
- 인스톨실드 2015
- 인스톨실드 2016
- 인스톨실드 2018
- 인스톨실드 2018 R2
- 인스톨실드 2019 R3
- 인스톨실드 2020 R3
- 인스톨실드 2021 R2

## 같이 보기
- 인스톨 팩토리
- NSIS